# F3 sudamericana 2006
La stagione 2006 della F3 sudamericana ha avuto inizio il 26 marzo sul circuito di Curitiba e si è conclusa il 26 novembre sul circuito di Interlagos dopo 16 gare in 7 appuntamenti (gara doppia per ogni week-end, tripla negli appuntamenti argentini di Santa Fe e Buenos Aires). Da segnalare che tutti i piloti partecipanti sono di nazionalità brasiliana. In occasione del secondo appuntamento di Curitiba la serie ha disputato le sue gare come contorno all'appuntamento del Mondiale Turismo.

## Gare
01. Curitiba ( Brasile) (25-26/03/2006)
Ordine d'arrivo Gara 1: (19 giri per un totale di 70,433 km)
Polesitter: Diego Nunes ( Brasile) (Dallara 301-Berta Ford - Bassan Motorsport) in 1'13.484
1. Luiz Razia ( Brasile) (Dallara 301-Berta Ford - Dragão) in 29'56.778
2. Mario Moraes ( Brasile) (Dallara 301-Berta Ford - Bassan Motorsport) a 14"387
3. Lucilio Baumer ( Brasile) (Dallara 301-Berta Ford - Baumer) a 19"688
4. Clemente Faria ( Brasile) (Dallara 301-Berta Ford - Cesario) a 33"410
5. Fabio Beretta ( Brasile) (Dallara 301-Berta Ford - Dragão) a 35"260
6. Fabio Casagrande ( Brasile) (Dallara 301-Berta Ford - Casagrande) a 41"026
7. Pedro Nunes ( Brasile) (Dallara 301-Berta Ford - Piquet) a 1 giro

Ordine d'arrivo Gara 2: (25 giri per un totale di 92,675 km)
Polesitter: Luiz Razia ( Brasile) (Dallara 301-Berta Ford - Dragão) in 1'13.084
1. Luiz Razia ( Brasile) (Dallara 301-Berta Ford - Dragão) in 31'18.523
2. Bia Figueiredo ( Brasile) (Dallara 301-Berta Ford - Cesario) a 12"522
3. Nelson Merlo ( Brasile) (Dallara 301-Berta Ford - Piquet) a 18"257
4. Eduardo Leite ( Brasile) (Dallara 301-Berta Ford - Casagrande) a 23"926
5. Fabio Beretta ( Brasile) (Dallara 301-Berta Ford - Dragão) a 28"693
6. Pedro Nunes ( Brasile) (Dallara 301-Berta Ford - Piquet) a 29"097
7. Fabio Casagrande ( Brasile) (Dallara 301-Berta Ford - Casagrande) a 1 giro
8. Luiz Boesel ( Brasile) (Dallara 301-Berta Ford - Prop Car) a 1 giro
9. Mario Moraes ( Brasile) (Dallara 301-Berta Ford - Bassan Motorsport) a 1 giro

02. Santa Fe ( Argentina) (05-07/05/2006)
Ordine d'arrivo Gara 1: (21 giri)
Polesitter: Diego Nunes ( Brasile) (Dallara 301-Berta Ford - Bassan Motorsport) in 1'17.953
1. Mario Moraes ( Brasile) (Dallara 301-Berta Ford - Bassan Motorsport) in 30'30.819
2. Eduardo Leite ( Brasile) (Dallara 301-Berta Ford - Casagrande) a 19"416
3. Clemente Faria ( Brasile) (Dallara 301-Berta Ford - Cesario) a 40"004
4. Pedro Nunes ( Brasile) (Dallara 301-Berta Ford - Piquet) a 2 giri
5. Diogo Garcia ( Brasile) (Dallara 301-Berta Ford - Casagrande) a 41"026

Ordine d'arrivo Gara 2: (19 giri)
Polesitter: Diego Nunes ( Brasile) (Dallara 301-Berta Ford - Bassan Motorsport) in 1'16.306
1. Mario Moraes ( Brasile) (Dallara 301-Berta Ford - Bassan Motorsport) in 26'49.086
2. Diego Nunes ( Brasile) (Dallara 301-Berta Ford - Bassan Motorsport) a 2"372
3. Henrique Favoretto ( Brasile) (Dallara 301-Berta Ford - Casagrande) a 5"219
4. Bia Figueiredo ( Brasile) (Dallara 301-Berta Ford - Cesario) a 6"044
5. Luiz Boesel ( Brasile) (Dallara 301-Berta Ford - Prop Car) a 7"672
6. Clemente Faria ( Brasile) (Dallara 301-Berta Ford - Cesario) a 13"985
7. Pedro Nunes ( Brasile) (Dallara 301-Berta Ford - Piquet) a 15"681
8. Nelson Merlo ( Brasile) (Dallara 301-Berta Ford - Piquet) a 1 giro

Ordine d'arrivo Gara 3: (24 giri)
Polesitter: Mario Moraes ( Brasile) (Dallara 301-Berta Ford - Bassan Motorsport) in 1'15.582
1. Mario Moraes ( Brasile) (Dallara 301-Berta Ford - Bassan Motorsport) in 31'16.900
2. Bia Figueiredo ( Brasile) (Dallara 301-Berta Ford - Cesario) a 16"566
3. Eduardo Leite ( Brasile) (Dallara 301-Berta Ford - Casagrande) a 21"174
4. Henrique Favoretto ( Brasile) (Dallara 301-Berta Ford - Casagrande) a 47"144
5. Diego Nunes ( Brasile) (Dallara 301-Berta Ford - Bassan Motorsport) a 57"517
6. Luiz Boesel ( Brasile) (Dallara 301-Berta Ford - Prop Car) a 59"865
7. Nelson Merlo ( Brasile) (Dallara 301-Berta Ford - Piquet) a 1'04.400
8. Clemente Faria ( Brasile) (Dallara 301-Berta Ford - Cesario) a 1'05"706

03. Brasilia ( Brasile) (03-04/06/2006)
Ordine d'arrivo Gara 1: (16 giri per un totale di 87,616 km)
Polesitter: Diego Nunes ( Brasile) (Dallara 301-Berta Ford - Bassan Motorsport) in 1'46.552
1. Luiz Razia ( Brasile) (Dallara 301-Berta Ford - Dragão)
2. Diego Nunes ( Brasile) (Dallara 301-Berta Ford - Bassan Motorsport) a 1"487
3. Luiz Boesel ( Brasile) (Dallara 301-Berta Ford - Prop Car) a 4"960
4. Fabio Beretta ( Brasile) (Dallara 301-Berta Ford - Dragão) a 6"017
5. Bia Figueiredo ( Brasile) (Dallara 301-Berta Ford - Cesario) a 6"482
6. Nelson Merlo ( Brasile) (Dallara 301-Berta Ford - Piquet) a 6"965
7. Clemente Faria ( Brasile) (Dallara 301-Berta Ford - Cesario) a 8"646
8. Henrique Favoretto ( Brasile) (Dallara 301-Berta Ford - Casagrande) a 10"137
9. Eduardo Leite ( Brasile) (Dallara 301-Berta Ford - Casagrande) a 11"626

Ordine d'arrivo Gara 2: (17 giri per un totale di 93,092 km)
Polesitter: Luiz Razia ( Brasile) (Dallara 301-Berta Ford - Dragão) in 1'44.978
1. Mario Moraes ( Brasile) (Dallara 301-Berta Ford - Bassan Motorsport)
2. Diego Nunes ( Brasile) (Dallara 301-Berta Ford - Bassan Motorsport) a 0"974
3. Nelson Merlo ( Brasile) (Dallara 301-Berta Ford - Piquet) a 4"560
4. Pedro Nunes ( Brasile) (Dallara 301-Berta Ford - Piquet) a 24"075
5. Luiz Boesel ( Brasile) (Dallara 301-Berta Ford - Prop Car) a 25"367
6. Bia Figueiredo ( Brasile) (Dallara 301-Berta Ford - Cesario) a 27"751
7. Henrique Favoretto ( Brasile) (Dallara 301-Berta Ford - Casagrande) a 31"262
8. Eduardo Leite ( Brasile) (Dallara 301-Berta Ford - Casagrande) a 31"652
9. Clemente Faria ( Brasile) (Dallara 301-Berta Ford - Cesario) a 34"490
10. Luiz Razia ( Brasile) (Dallara 301-Berta Ford - Dragão) a 1 giro

04. Curitiba ( Brasile) (01-02/07/2006)
Ordine d'arrivo Gara 1: (24 giri per un totale di 88,968 km)
Polesitter: Luiz Razia ( Brasile) (Dallara 301-Berta Ford - Dragão) in 1'12.720
1. Luiz Razia ( Brasile) (Dallara 301-Berta Ford - Dragão) in 29'56.480
2. Nelson Merlo ( Brasile) (Dallara 301-Berta Ford - Piquet) a 24"546
3. Clemente Faria ( Brasile) (Dallara 301-Berta Ford - Cesario) a 28"018
4. Bia Figueiredo ( Brasile) (Dallara 301-Berta Ford - Cesario) a 30"653
5. Pedro Nunes ( Brasile) (Dallara 301-Berta Ford - Piquet) a 38"399
6. Fabio Beretta ( Brasile) (Dallara 301-Berta Ford - Dragão) a 50"742
7. Eduardo Leite ( Brasile) (Dallara 301-Berta Ford - Casagrande) a 52"821
8. Fernando Galera ( Brasile) (Dallara 301-Berta Ford - Prop Car) a 58"496
9. Lucilio Baumer ( Brasile) (Dallara 301-Berta Ford - Baumer) a 1'05"506
10. Luiz Boesel ( Brasile) (Dallara 301-Berta Ford - Prop Car) a 1'08"176

Ordine d'arrivo Gara 2: (19 giri per un totale di 70,433 km)
Polesitter: Luiz Razia ( Brasile) (Dallara 301-Berta Ford - Dragão) in 1'12.315
1. Luiz Razia ( Brasile) (Dallara 301-Berta Ford - Dragão) in 30'12.637
2. Clemente Faria ( Brasile) (Dallara 301-Berta Ford - Cesario) a 0"933
3. Eduardo Leite ( Brasile) (Dallara 301-Berta Ford - Casagrande) a 2"709
4. Diego Nunes ( Brasile) (Dallara 301-Berta Ford - Bassan Motorsport) a 7"442
5. Nelson Merlo ( Brasile) (Dallara 301-Berta Ford - Piquet) a 8"148
6. Mario Ermirio ( Brasile) (Dallara 301-Berta Ford - Bassan Motorsport) a 9"755
7. Henrique Favoretto ( Brasile) (Dallara 301-Berta Ford - Casagrande) a 10"038
8. Fabio Beretta ( Brasile) (Dallara 301-Berta Ford - Dragão) a 10"095
9. Lucilio Baumer ( Brasile) (Dallara 301-Berta Ford - Baumer) a 10"679
10. Pedro Nunes ( Brasile) (Dallara 301-Berta Ford - Piquet) a 11"184

05. Tarumà ( Brasile) (15-16/07/2006)
Ordine d'arrivo Gara 1: (26 giri per un totale di 78,416 km)
Polesitter: Luiz Razia ( Brasile) (Dallara 301-Berta Ford - Dragão) in 1'02.120
1. Luiz Razia ( Brasile) (Dallara 301-Berta Ford - Dragão) in 30'39.445
2. Mario Moraes ( Brasile) (Dallara 301-Berta Ford - Bassan Motorsport) a 1"865
3. Diego Nunes ( Brasile) (Dallara 301-Berta Ford - Bassan Motorsport) a 2"921
4. Bia Figueiredo ( Brasile) (Dallara 301-Berta Ford - Cesario) a 4"594
5. Clemente Faria ( Brasile) (Dallara 301-Berta Ford - Cesario) a 11"172
6. Fabio Beretta ( Brasile) (Dallara 301-Berta Ford - Dragão) a 13"440
7. Nelson Merlo ( Brasile) (Dallara 301-Berta Ford - Piquet) a 13"538
8. Luiz Boesel ( Brasile) (Dallara 301-Berta Ford - Prop Car) a 13"950
9. Pedro Nunes ( Brasile) (Dallara 301-Berta Ford - Piquet) a 15"071
10. Eduardo Leite ( Brasile) (Dallara 301-Berta Ford - Casagrande) a 23"014

Ordine d'arrivo Gara 2: (24 giri per un totale di 72,384 km)
Polesitter: Diego Nunes ( Brasile) (Dallara 301-Berta Ford - Bassan Motorsport) in 1'00.906
1. Mario Moraes ( Brasile) (Dallara 301-Berta Ford - Bassan Motorsport) in 30'21.512
2. Diego Nunes ( Brasile) (Dallara 301-Berta Ford - Bassan Motorsport) a 0"447
3. Luiz Razia ( Brasile) (Dallara 301-Berta Ford - Dragão) a 0"888
4. Nelson Merlo ( Brasile) (Dallara 301-Berta Ford - Piquet) a 1"233
5. Pedro Nunes ( Brasile) (Dallara 301-Berta Ford - Piquet) a 2"112
6. Clemente Faria ( Brasile) (Dallara 301-Berta Ford - Cesario) a 2"965
7. Luiz Boesel ( Brasile) (Dallara 301-Berta Ford - Prop Car) a 3"861
8. Lucilio Baumer ( Brasile) (Dallara 301-Berta Ford - Baumer) a 4"031
9. Fabio Casagrande ( Brasile) (Dallara 301-Berta Ford - Casagrande) a 5"258

06. Buenos Aires ( Argentina) (27-29/10/2006)
Ordine d'arrivo Gara 1: (39 giri per un totale di 103,077 km)
Polesitter: Diego Nunes ( Brasile) (Dallara 301-Berta Ford - Bassan Motorsport) in 45.582
1. Diego Nunes ( Brasile) (Dallara 301-Berta Ford - Bassan Motorsport) in 30'37.854
2. Luiz Razia ( Brasile) (Dallara 301-Berta Ford - Dragão) a 0"327
3. Fabio Beretta ( Brasile) (Dallara 301-Berta Ford - Dragão) a 5"894
4. Mario Moraes ( Brasile) (Dallara 301-Berta Ford - Bassan Motorsport) a 15"182
5. Luiz Boesel ( Brasile) (Dallara 301-Berta Ford - Prop Car) a 15"668
6. Fernando Galera ( Brasile) (Dallara 301-Berta Ford - Prop Car) a 16"311
7. Pedro Nunes ( Brasile) (Dallara 301-Berta Ford - Piquet) a 40"663
8. Bia Figueiredo ( Brasile) (Dallara 301-Berta Ford - Cesario) a 1 giro
9. Paulo Meyer ( Brasile) (Dallara 301-Berta Ford - Cesario) a 2 giri

Ordine d'arrivo Gara 2: (38 giri per un totale di 100,434 km)
Polesitter: Diego Nunes ( Brasile) (Dallara 301-Berta Ford - Bassan Motorsport) in 45.620
1. Diego Nunes ( Brasile) (Dallara 301-Berta Ford - Bassan Motorsport) in 30'21.367
2. Clemente Faria ( Brasile) (Dallara 301-Berta Ford - Cesario) a 1"165
3. Bia Figueiredo ( Brasile) (Dallara 301-Berta Ford - Cesario) a 1"277
4. Mario Moraes ( Brasile) (Dallara 301-Berta Ford - Bassan Motorsport) a 22"321
5. Fernando Galera ( Brasile) (Dallara 301-Berta Ford - Prop Car) a 25"666
6. Fabio Beretta ( Brasile) (Dallara 301-Berta Ford - Dragão) a 26"021
7. Nelson Merlo ( Brasile) (Dallara 301-Berta Ford - Piquet) a 34"507
8. Luiz Razia ( Brasile) (Dallara 301-Berta Ford - Dragão) a 1 giro
9. Paulo Meyer ( Brasile) (Dallara 301-Berta Ford - Cesario) a 1 giro

Ordine d'arrivo Gara 3: (32 giri per un totale di 84,576 km)
1. Clemente Faria ( Brasile) (Dallara 301-Berta Ford - Cesario) in 30'14.877
2. Bia Figueiredo ( Brasile) (Dallara 301-Berta Ford - Cesario) a 8"175
3. Luiz Razia ( Brasile) (Dallara 301-Berta Ford - Dragão) a 14"759
4. Diego Nunes ( Brasile) (Dallara 301-Berta Ford - Bassan Motorsport) a 54"766
5. Fabio Beretta ( Brasile) (Dallara 301-Berta Ford - Dragão) a 55"658
6. Nelson Merlo ( Brasile) (Dallara 301-Berta Ford - Piquet) a 1 giro
7. Mario Moraes ( Brasile) (Dallara 301-Berta Ford - Bassan Motorsport) a 4 giri
8. Pedro Nunes ( Brasile) (Dallara 301-Berta Ford - Piquet) a 4 giri

07. Interlagos ( Brasile) (25-26/11/2006)
Ordine d'arrivo Gara 1:
1. Clemente Faria ( Brasile) (Dallara 301-Berta Ford - Cesario) in 30'32.297
2. Luiz Razia ( Brasile) (Dallara 301-Berta Ford - Dragão) a 1"815
3. Nelson Merlo ( Brasile) (Dallara 301-Berta Ford - Piquet) a 2"499
4. Bia Figueiredo ( Brasile) (Dallara 301-Berta Ford - Cesario) a 3"113
5. Mario Moraes ( Brasile) (Dallara 301-Berta Ford - Bassan Motorsport) a 5"042
6. Fabio Beretta ( Brasile) (Dallara 301-Berta Ford - Dragão) a 5"411
7. Diego Nunes ( Brasile) (Dallara 301-Berta Ford - Bassan Motorsport) a 5"872
8. Fernando Galera ( Brasile) (Dallara 301-Berta Ford - Prop Car) a 8"000
9. Luiz Boesel ( Brasile) (Dallara 301-Berta Ford - Prop Car) a 12"560
10. Paulo Meyer ( Brasile) (Dallara 301-Berta Ford - Cesario) a 17"884

Ordine d'arrivo Gara 2:
1. Luiz Razia ( Brasile) (Dallara 301-Berta Ford - Dragão) in 30'52.563
2. Bia Figueiredo ( Brasile) (Dallara 301-Berta Ford - Cesario) a 8"590
3. Mario Moraes ( Brasile) (Dallara 301-Berta Ford - Bassan Motorsport) a 14"861
4. Clemente Faria ( Brasile) (Dallara 301-Berta Ford - Cesario) a 17"106
5. Diego Nunes ( Brasile) (Dallara 301-Berta Ford - Bassan Motorsport) a 25"222
6. William Starostik ( Brasile) (Dallara 301-Berta Ford - Casagrande) a 28"992
7. Luiz Boesel ( Brasile) (Dallara 301-Berta Ford - Prop Car) a 48"639

## Classifica generale
1. Luiz Razia ( Brasile) (Dragão)  99
2. Mario Moraes ( Brasile) (Bassan Motorsport)  89
3. Diego Nunes ( Brasile) (Bassan Motorsport)  76
4. Clemente Faria ( Brasile) (Cesario)  70
5. Bia Figueiredo ( Brasile) (Cesario)  66
6. Nelson Merlo ( Brasile) (Piquet)  48
7. Fabio Beretta ( Brasile) (Dragão)  36
8. Eduardo Leite ( Brasile) (Casagrande)  28
9. Pedro Nunes ( Brasile) (Piquet)  28
10. Luiz Boesel ( Brasile) (Prop Car)  28
11. Henrique Favoretto ( Brasile) (Casagrande)  16
12. Fernando Galera ( Brasile) (Prop Car)  9
13. Lucilio Baumer ( Brasile) (Baumer)  7
14. Fabio Casagrande ( Brasile) (Casagrande)  5
15. Diogo Garcia ( Brasile) (Casagrande)  4